# Soriana
Soriana és un despoblat del municipi d'Estopanyà (Ribagorça) situat a uns 2,5 km al nord de la població, entre dues elevacions rocoses, sobre les que hi havia un castell àrab. Actualment hi ha l'ermita de Santa Maria de Soriana.
El castell de Soriana va ser alliberat dels àrabs el 1058 pel comte de Barcelona Ramon Berenguer I i la seva esposa Almodis, que el cediren als seus descendents Ramón Berenguer II i Berenguer Ramón II, i com a bé alodial, passaria a la propietat del cavaller Galceran Erimany. La seva vídua va mantenir l'usdefruit fins al 1107, que l'entregà al seu fill. Al segle XIV Soriana apareix registrada com a granja cistercenca associada a la comunitat de Valverde, i el 1385 es documenta consignada al monestir de Poblet. Entre 1549 i 1625 es vincularà a la comunitat dominica de La Mare de Déu de Linares, monestir proper a Benabarre, per a passar a ser tutelada por la diòcesi de Lleida i, més tard, pel bisbat de Barbastre-Monsó. A més del castell hi havia 6 cases i una església dedicada a Sant Pere Apòstol.